# 中川奈美
中川 奈美（なかがわ なみ、1975年4月4日 - ）は、日本の愛媛県宇和島市出身の女性歌手、声優、ナレーター。こくあ所属。

## 人物
3歳でピアノを始め、小学生の頃から合唱に打ち込み、合唱部と宇和島少年少女合唱団に入団。母の影響で民謡をはじめ、吾妻流中伝を取得。愛媛県立宇和島東高等学校、亜細亜大学を卒業し、シェイクスピア・シアターへ入団。歌のキャストとして現在も出演している。
インターネットゲームの主題歌の仕事をきっかけに、歌の仕事がはじまる。民謡で鍛えられた民族コーラスの他、声楽コーラスなどを活かし、ゲームやアニメのバックコーラスを歌う。その他ナレーター・声優として活動しながらも、収録・ステージで歌を歌っている。
事務所はパワー・ライズ（合併前はトリアス）に所属していたが、2021年4月1日に退所を報告した。同年6月1日より、MITギャザリングに所属。
2023年3月31日にMITギャザリングを退所、翌4月1日にこくあに所属したことを発表した。

## 出演

### テレビ番組
- TBSテレビ「COUNT DOWN TV　CDTVライブ！ライブ！クリスマススペシャル」（2020年12月21日、本人出演）[10]
- TBSテレビ「第62回日本レコード大賞」（2020年12月30日、「竈門炭治郎のうた」生歌唱披露）[11]

### テレビアニメ
- 逆転裁判 〜その「真実」、異議あり!〜（2016年、婦人、子犬）
- The Legend of Heroes 閃の軌跡 Northern War（2023年、ピース女子）

### Webアニメ
- アマナツ（2015年、アマネ）

### ゲーム
- EARTH DEFENSE FORCE: IRON RAIN（2019年、プレイヤーキャラクター）

### 吹き替え
- 海外ドラマ「スターゲイト」シリーズ
- レイダース　欧州攻略（2019年）
- ドラゴンネスト（2020年、エレナ姫[12]）

### ドラマCD
- 花春酒造 日本酒＆ドラマCD 幕末会津ボイスドラマ 彼岸獅子の入城（照姫[13]）

### ナレーション
- でじじ オーディオブックシリーズ朗読
- スカパー番組宣伝「これみよ」「ねこばん」ナレーション・猫
- トンボ店頭PVシリーズ
- 日経ヘルスDVDシリーズ
- 代々木アニメーション学院ラジオCM
- パンローリングオーディオブック「昔話シリーズ」「ハーレクインシリーズ」他 朗読
- TG-Kidsアプリ「さわって昔話」（2014年、朗読）
- 新車市場様CM（2020年、歌唱、ナレーション）

### ラジオ
- 中川奈美のN radio（2020年4月12日 - 2022年3月27日、FMがいや）

### 舞台
- シェイクスピア・シアター
  - 間違いの喜劇（エミリア）
  - お気に召すまま（ハイメン）
  - ハロー・プリンス（トムの母）
  - から騒ぎ（バルサザー）
- NieR Music Concert & Talk Live《滅ビノシロ 再生ノクロ》

### その他
- ボイスドラマ「エイリアンー虚空の影」（2018年、Amazon Audible、エレン・リプリー） - 2作品

## ディスコグラフィ
| 枚   | 発売日        | タイトル                                      | 規格品番  |
| ---- | ------------- | --------------------------------------------- | --------- |
| 1st  | 2015年4月24日 | 惑いの月/眠る森の果て                         | ETCD-0013 |
| 配信 | 2019年8月30日 | 竈門炭治郎のうた（椎名豪 featuring 中川奈美） |           |
| 配信 | 2023年6月20日 | 竈門襧豆子のうた（椎名豪 featuring 中川奈美） |           |

| 枚      | 発売日        | タイトル                         | 規格品番   |
| ------- | ------------- | -------------------------------- | ---------- |
| 1stミニ | 2016年2月17日 | viridian                         |            |
| 2ndミニ | 2017年4月1日  | 春ヲ想フ 君ヲ想フ                |            |
| ライブ  | 2017年6月28日 | Nami Nakagawa Birthday Live 2017 | GPHR-17006 |

### その他CD
- ファーストアルバム「mo2」
- こえもつ三枚卸
- mo2三昧
- mo24u
- mo26双
- mo28き
- 5mo2ならべ
- ドラッグ オン ドラグーン3 オリジナルサウンドトラック（2014年1月22日）
- 結城友奈は勇者である-鷲尾須美の章- オリジナルサウンドトラック（2017年7月5日）
- 鉄拳7 サウンドトラック PLUS（2017年10月31日）
- NieR:Automata Original Soundtrack Vinyl＜完全生産限定盤＞[14]（2017年12月20日）
- 十二大戦 Original Soundtrack（2017年12月27日）
- 太鼓の達人 オリジナルサウンドトラック やきとうもろこし（2018年6月13日、「崩冠の紅月 破章「嘆きの姫」」）
- 『叛逆性ミリオンアーサー』オリジナルサウンドトラック 劇伴性ミリオンアーサー（2019年7月24日）

### 収録CD不明
- 『テイルズ オブ ザ ワールド レーヴ ユナイティア』「光る闇」作詞・歌唱
- 『テイルズ オブ ザ ワールド タクティクス ユニオン』「懐かしい夢」作詞・歌唱
- 『太鼓の達人』「DON'T CUT」
- 『GOD EATER』シリーズBGM
- 『テイルズ オブ ザ ワールド レディアント マイソロジー3』「Vital garden」
- 『AXBUSTERS』（ユニリーバ「AXE」インターネットゲーム主題歌）
- 『ニーア ゲシュタルト/レプリカント』BGM
- 『鉄拳』シリーズ BGM
- 『ドラッグオンドラグーン3』BGM
- 『エースコンバットX2 ジョイントアサルト』BGM
- 『CLEARWORLD -クリアワールド-』「想いつなぐ未来へ」作詞・歌唱[15]
- TVアニメ『京騒戯画』ビシャマルのテーマ
- パチスロ『パチスロ鉄拳2nd』シャオユウのテーマ

### コーラス参加
- 『THE IDOLM@STER MASTER ARTIST 2 -FIRST SEASON- 05 如月千早』「眠り姫」